# Stadium municipal (Albi)
Pour les articles homonymes, voir Stadium et Stadium municipal.
Le Stadium municipal d'Albi est le stade principal de la ville d'Albi.  Dotée d'une tribune d'honneur, d'une tribune Est ainsi que de virages pesages en butes, ce stade a une capacité de 11 500 places.

## Historique
La construction du stadium date de 1962.
Des travaux d'extension en juin 2007 ont permis d'augmenter la capacité assise de 4 000 places soit un total de 11 500 places dont 8 000 assises. 

## Stade de rugby
C'est l'enceinte du Sporting club albigeois (rugby à XV). Tous les matchs à domicile s'y déroulent. 
Le stadium municipal a aussi reçu la finale de la coupe de France de rugby à XIII qui a opposé Limoux face à Carcassonne en 2010 et deux finales du Championnat de France de rugby à XIII en 2016 (Limoux-Carcassonne) et 2018. (Avignon-Limoux)

## Stade d'athlétisme
Ce stade est équipé pour l'athlétisme avec notamment une piste de 400 mètres de huit couloirs. Il a d'ailleurs accueilli du 24 au 26 juillet 2008, les championnats de France Élite d'athlétisme, compétition majeure pour les athlètes de l'équipe de France, à moins d'un mois avant les Jeux olympiques de Pékin. Fort de cette réussie, le Stadium a eu l'honneur d'accueillir une nouvelles fois les championnats de France Élite d'athlétisme à l'été 2011. Christophe Lemaitre y bat son record de France sur 100m en 9 s 92. devant Jimmy Vicaut et Martial Mbandjock, profitant d'un vent favorable de 2,0 m/s, soit la limite autorisée.
Le club d'athlétisme ECLA Albi accueille une troisième fois le championnats de France élite en 2018. Le 7 juillet 2018, Ninon Guillon-Romarin ajoute un centimètre à son propre record de France en décrochant son deuxième titre élite en plein air avec la marque de 4,73 m.
En 2012, une semaine après les jeux olympiques de Londres, Albi accueille le DécaNation, compétition d'athlétisme internationale par équipe.